# 维利博尔·米卢蒂诺维奇
维利博尔·“博拉”·米卢蒂诺维奇（1944年9月7日—），塞尔维亚足球教练。中国人也称其为米卢，外號“神奇教练”。其已故兩個哥哥米洛拉德·米盧蒂諾維奇，米洛什·米盧蒂諾維奇曾是前南斯拉夫足球運動員。

## 生平
相對於兩個哥哥，米卢蒂诺维奇球員生涯明顯平淡不少，但在教練生涯就異常風光，他是唯一一个连续帶領五支不同的國家足球队成功冲入世界杯決賽週的教练：1986年的墨西哥，1990年的哥斯达黎加、1994年的美国、1998年的尼日利亚和2002年的中国。
他在執教墨西哥、哥斯達黎加、美國、尼日利亞時，四次均能打入世界杯決賽第二圈，被稱為「神奇教練」。而在担任中国足球队主教练期间，則成功带领中国队首次闯入世界杯决赛圈，但不敵同组的巴西，哥斯达黎加，土耳其等球隊，未能打入第二圈。2009年他曾短暂担任伊拉克國家隊主教練。
2009年12月8日，塞尔维亚足协宣布，米卢蒂诺维奇担任塞尔维亚国家队助理教练一职。
米卢蒂诺维奇妻子是墨西哥人。米盧除了他的母语塞尔维亚-克罗地亚语以外，还能熟练说英语、西班牙语、意大利语、法语。

## 米卢与中国足球
1999年12月3日，获得国家体育总局青睐的米卢开始与中国足协接触，其后于2000年1月8日再次赴北京，与中国足协最后谈判，2000年1月15日被正式任命为中国国家足球队主教练，此后一度遭遇信任危机。但2000年亚洲杯打进准决赛，只小负当时冠军的日本及季军韩国；而2001年10月7日，米卢率领中国男足在2002年世界杯亚洲区预选赛中提前两轮出线，是中国队首次在世界杯预选赛中出线。
2002年7月，米卢离开中国国家队，此后仍然时刻关注和支持中国足球。米卢在新浪网有一个中文博客，自2007年起，发表文章几十篇，拥有上千万的访问量。
2018年1月11日，米卢在北京正式接受中国足协邀请，受聘成为中国足协青训顾问。